# روشنفکران نیویورک
روشنفکران نیویورک (به انگلیسی: New York Intellectuals) گروهی از نویسندگان و منتقدان ادبی آمریکایی بودند که در اواسط قرن بیستم در شهر نیویورک مستقر بودند. آنها طرفدار سیاست چپ‌گرایانه، اما به شدت ضد استالینیست بودند. این گروه به دلیل تلاش برای ادغام نظریۀ ادبی با مارکسیسم و سوسیالیسم شناخته شده است که در عین حال سوسیالیسم شوروی را به عنوان یک مدل سیاسی قابل اجرا یا قابل قبول رد می کرد.
اروینگ کریستول، اروینگ هاو، سیمور مارتین لیپست، لزلی فیدلر و ناتان گلیزر از اعضای اتحادیه سوسیالیست جوانان بودند که مشی تروتسکیستی داشت.
بسیاری از این روشنفکران در کالج شهری نیویورک (که به "هاروارد پرولتاریا" ملقب بود)، دانشگاه نیویورک و دانشگاه کلمبیا در دهۀ ۱۹۳۰ تحصیل کردند و در دو دهه بعد با مجلات سیاسی چپگرای پارتیزان ریویو، دیسنت و مجلۀ کامنتری که در آن زمان به جناح چپ گرایش داشت، اما بعداً به نومحافظه‌کارها متمایل شد، ارتباط داشتند. نیکلاس لمن نویسنده، این روشنفکران را «بلومزبری آمریکایی» توصیف کرده است.
برخی، از جمله کریستول، سیدنی هوک و نورمن پودهورتز، بعدها به چهره‌های کلیدی در توسعۀ نومحافظه‌کاری تبدیل شدند.

## اعضا
نویسندگانی که اغلب به عنوان اعضای این گروه شناخته می شوند عبارتند از:
- لیونل آبل
- هانا آرنت
- ویلیام بارت
- دانیل بل[۴][۵][۶]
- سال بلو (علیرغم ارتباط معمول او با شهر شیکاگو)
- نورمن برنباوم[نیازمند منبع]
- الیوت ای. کوهن
- میج دکتر
- موریس دیکستین[۷]
- لزلی فیدلر
- ناتان گلیزر[نیازمند منبع]
- کلمنت گرینبرگ[۸]
- پل گودمن[۹]
- ریچارد هوفستاتر
- سیدنی هوک[۱۰][۱۱]
- اروینگ هاو
- آلفرد کازین
- اروینگ کریستول
- نورمن میلر[۱۲]
- سیمور مارتین لیپست
- ماری مک‌کارتی[۱۳][۱۱]
- دوایت مک‌دانلد[۸]
- ویلیام فیلیپس
- نورمن پوردهورتس[نیازمند منبع]
- فیلیپ راو
- هارولد روزنبرگ
- ایزاک رزنفلد
- دلمور شوارتز[۹]
- سوزان سانتاگ
- هاروی سوادوس
- دیانا تریلینگ
- لیونل تریلینگ
- رابرت وارشو[نیازمند منبع]

## مطالعۀ بیشتر
- Eisenstadt, Peter, ed. (2005). "New York intellectuals". The Encyclopedia of New York State (به انگلیسی). Syracuse University Press. pp. 1088–. ISBN 978-0-8156-0808-0.